# Памятник А. И. Казарскому
Памятник Казарскому (памятник бригу «Меркурий») — первый памятник Севастополя. Был установлен на Центральном городском холме в честь подвига офицера Александра Ивановича Казарского, когда он в ходе Русско-турецкой войны 14 мая 1829 года в чине капитан-лейтенанта командовал 18-пушечным бригом «Меркурий» и вышел победителем в неравном бою с двумя турецкими линейными кораблями.
Инициатором создания памятника стал командующий Черноморской эскадрой адмирал Михаил Петрович Лазарев. Памятник создан по проекту Александра Павловича Брюллова. Заложен в 1834 году к пятилетию боя, торжественно открыт в 1839 году. Установлен в начале организованного Матросского бульвара Севастополя (тогда — Малый бульвар) на деньги, собранные жителями Севастополя и моряками Черноморского и Балтийского флотов.
Памятник представляет собой древнегреческую трирему, стоящую на кубе, который установлен на постамент в виде усечённой пирамиды. На постаменте написана лаконичная надпись «Казарскому. Потомству в пример». По некоторым сведениям автором этой надписи является император Николай I. Также на постаменте установлены горельефы Казарского, богов Ники, Меркурия и Нептуна. Также на постаменте изображены военные атрибуты и два маскарона в виде львов. Постамент изготовлен из инкерманского камня. Трирема, куб и литые части изготовлены из чугуна. Высота памятника 5,5 метров.
В начале XX века Матросский бульвар принадлежал Морскому собранию, и чтобы попасть на него и осмотреть памятник, требовалось специальное разрешение администрации Морского собрания.
В 1988 году производилась реконструкция Матросского бульвара, направленная на максимальный обзор памятника со стороны проспекта Нахимова.

## Галерея
- Памятник Казарскому с лестницы
- Памятник Казарскому
- Памятник Казарскому - "Потомству в пример"
- Вид с торца. Виден барельеф Казарского
- Памятник А. И. Казарскому
- Барельеф Ники
- Трирема